# Gouvernement Kodjo III
Quatrième République
Sama III Agboyibo
Le troisième gouvernement de Edem Kodjo est formé le 20 juin 2005. Il est composé de trente ministres et secrétaires d'État, dont 22 nouveaux.

## Contexte
Faure Gnassingbé devient président de la République du Togo en mai 2005 après des élections contestées et controversées. L'Union des forces de changement (UFC), principal parti d'opposition, propose la formation d'un gouvernement de transition, ce qui est refusé par le nouveau président. L'UFC refuse donc de participer au nouveau gouvernement formé.
Edem Kodjo avait déjà été premier ministre sous Gnassingbé Eyadema, entre 1994 et 1996, à la tête de deux gouvernements. Il fait partie de l'opposition dite « modérée ». Son gouvernement se présente comme un gouvernement d'« union nationale » qui vise la « réconciliation nationale ». Dès sa création, il est prévu que ce gouvernement ne dure pas longtemps, l'une de ses missions principales étant également d'organiser des élections législatives après lesquelles il est censé être dissout.

## Composition

### Premier ministre
| Fonction         | Titulaire | Titulaire  | Parti |
| ---------------- | --------- | ---------- | ----- |
| Premier ministre |           | Edem Kodjo | CPP   |

### Ministres
| Fonction                                                                       | Titulaire                 | Titulaire                      | Parti             |
| ------------------------------------------------------------------------------ | ------------------------- | ------------------------------ | ----------------- |
| Ministre d'État Ministre des Affaires étrangères et de l'Intégration africaine |                           | Zarifou Ayéva                  | PDR               |
| Ministre d'État Ministre de l'Agriculture, de l'Élevage et de la Pêche         |                           | Charles Kondi Agba             | RPT               |
| Ministre des Enseignement primaire et secondaire                               | Komi Sélom Klassou        |                                | RPT               |
| Ministre de l'Environnement et des Ressources forestières                      | Issifou Okoulou Kantchati |                                | RPT               |
| Ministre du Commerce, de l'Industrie et de l'Artisanat                         |                           | Jean-Lucien Savi de Tové       | CPP               |
| Ministre de la Communication et de la Formation civique                        |                           | Kokou Tozoun                   | RPT               |
| Ministre de l'Administration territoriale et de la Décentralisation            | Katari Foli-Bazi          |                                | RPT               |
| Garde des Sceaux Ministre de la Justice                                        |                           | Tchessa Abi                    | PSR               |
| Ministre de la Santé                                                           |                           | Suzanne Aho                    | RPT               |
| Ministre de l'Économie, des Finances et des Privatisations                     | Payadowa Boukpessi        |                                | RPT               |
| Ministre de la Sécurité                                                        | Pitalouna-Ani Laokpessi   |                                | RPT               |
| Ministre des Droits de l'Homme et de la Consolidation de la Démocratie         |                           | Loreta Mensah Akuété           | Société civile    |
| Ministre du Développement et de l'Aménagement du Territoire                    |                           | Yandja Yentchabré              | RPT               |
| Ministre de la Jeunesse et des Sports                                          |                           | Agouta Ouyenga                 | ?                 |
| Ministre des Relations avec les Institutions de la République                  |                           | Comlangan Mawutoè d'Almeida    | ?                 |
| Ministre de la Population, des Affaires sociales et de la Promotion féminine   |                           | Kangni Sokpo Diallo            | CPP               |
| Ministre de l'Enseignement supérieur et de la Recherche                        |                           | Fidèl Comlan Mensah Nouboukpo  | ?                 |
| Ministre de l'Équipement, des Transports et des Postes et Télécommunications   |                           | Kokouvi Dogbé                  | RPT               |
| Ministre de la Ville                                                           |                           | Marc Aklessou Akitèm           | ?                 |
| Ministre du Travail, de l'Emploi et de la Fonction publique                    |                           | Yves Mado Nagou                | RPT               |
| Ministre des Mines et de l'Énergie                                             | Kokou Agbemadon           |                                | RPT               |
| Ministre de l'Enseignement technique et de la Formation professionnelle        | Antoine Agbéwanou Edoh    |                                | RPT               |
| Ministre de la Culture, du Tourisme et des Loisirs                             |                           | Gabriel Sassouvi Dosseh-Anyron | UFC (non-reconnu) |

### Ministres délégués
| Fonction                                                                             | Ministre de tutelle                                                            | Titulaire | Titulaire               | Parti          |
| ------------------------------------------------------------------------------------ | ------------------------------------------------------------------------------ | --------- | ----------------------- | -------------- |
| Ministre délégué chargé de la Défense et des Anciens combattants: Kpatcha Gnassingbé | Président de la République                                                     |           | Kpatcha Gnassingbé      | RPT            |
| Ministre délégué chargé du secteur privé et du développement de la zone franche      | Premier ministre                                                               |           | Idrissa Dermane         | ?              |
| Ministre délégué chargé de la coopération                                            | Ministre d'État Ministre des Affaires étrangères et de l'Intégration africaine |           | Gilbert Bawara          | RPT            |
| Ministre délégué chargé de l'Hydraulique villageoise                                 | Ministre d'État Ministre de l'Agriculture, de l'Élevage et de la Pêche         |           | Kasségné Adjonou        | ?              |
| Secrétaire d'État chargé de la Protection de l'Enfant et des Personnes âgées         | Ministre de la Population, des Affaires sociales et de la Promotion féminine   |           | Agnélé Christine Mensah | Société civile |
| Secrétaire d'État chargé de la Promotion des Jeunes                                  | Ministre de la Jeunesse et des Sports                                          |           | Gilbert Kodjo Atsu      | RPT            |